# Station Bussy-Saint-Georges

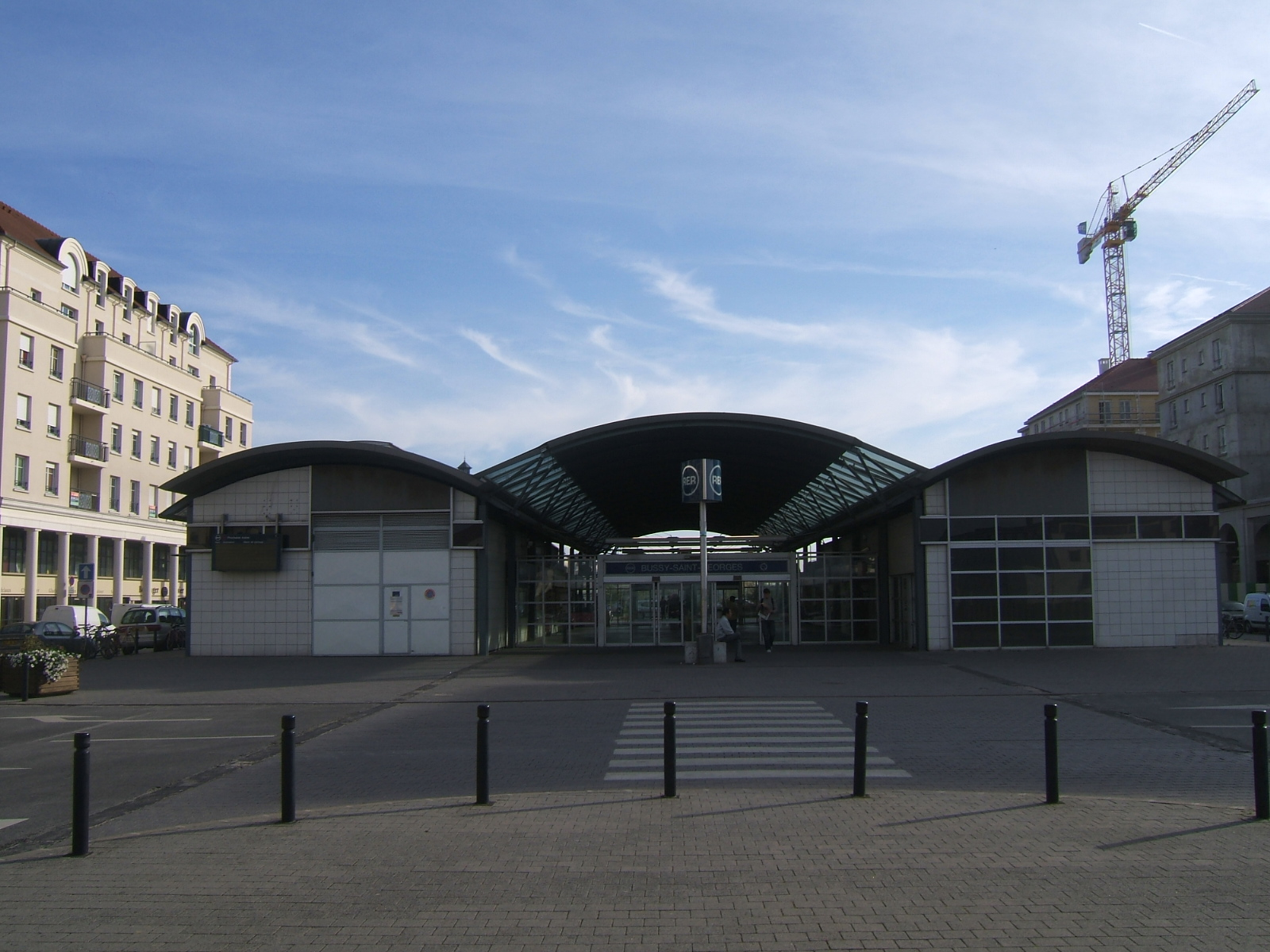

Bussy-Saint-Georges is een station in de Franse gemeente Bussy-Saint-Georges. RER A doet dienst via dit station.

## Geschiedenis
Het station werd geopend op 21 december 1992.

## Het station
Het station is ondergronds en ligt aan het RER-netwerk. Elke RER-lijn heeft een aantal takken. Bussy-Saint-Georges ligt aan tak A4. In het station zijn twee loketten te vinden en een rij met tourniquets. Als de trein het station heeft verlaten komt hij weer bovengronds uit.

## Passagiers
Per dag reizen er ongeveer 8 000 passagiers via het station. Aangezien het station in de nieuwe gemeente Bussy-Saint-Georges ligt en er nog volop wordt gebouwd, kan het aantal reizigers de komende jaren stijgen.

## Overstapmogelijkheid
Er is een overstap mogelijk op verschillende buslijnen
- PEP's
  - Het bedrijf heeft 4 buslijnen rijden naar het station.

- Noctilien
  - Het Parijse nachtnet heeft hier maar één buslijn rijden.

## Vorig en volgend station
| Richting                   | Vorig station | Lijn  | Volgend station | Richting                 |
| -------------------------- | ------------- | ----- | --------------- | ------------------------ |
| Cergy-le-Haut A3 Poissy A5 | Torcy         | RER A | Val d'Europe    | Marne-la-Vallée - Chessy |